# Tomi Poikolainen
Tomi Poikolainen (n. 27 decembrie 1961, Helsingfors, Finlanda) este un arcaș ce a reprezentat Finlanda, medaliat olimpic. A participat la 5 ediții ale Jocurilor Olimpice (1980, 1984, 1988, 1992, 1996) în care a câștigat o medalie de aur și o medalie de argint.